# Іхтісад
Іхтіса́д (рос. Ихтисад, башк. Иҡтисад) — присілок у складі Міякинського району Башкортостану, Росія. Входить до складу Менеузтамацької сільської ради.
Населення — 102 особи (2010; 117 в 2002).
Національний склад:
- башкири — 58 %
- татари — 41 %